# San Vitale-templom
A ravennai San Vitale-templom (pontatlanul: bazilika) az egyetemes művészettörténet egyik legrangosabb és legfontosabb kora keresztény alkotása. I. János pápa 525. évi ravennai látogatását követően, Theodorik halálát megelőző évben alapította Eclesio püspök (522–532). A templom belső mozaik-díszítését Maximilian érsek (546–556) 548. április 19-én avatta fel. A templom centrális, nyolcszögletű alaprajzi rendszerének előképe a konstantinápolyi Sergius és Bacchus-templom. A S. Vitale aztán pedig mintául szolgált a Karoling-kori aacheni királyi palotakápolnához.
A S. Vitale és környezete is beletartozik az UNESCO által világörökségi jegyzékbe felvett ravennai kora középkori műemlékeknek.

## Ismertetése
A ravennai San Vitale-templom a keleti gót Theodorik uralma alatt, I. Justinianus bizánci császár birodalomegyesítő törekvéseinek jegyében épült, alaprajza a konstantinápolyi Sergius és Bacchus-templom nyolcszögletű centrális rendszert követi. (A templom általános közbeszédben használt bazilika-elnevezése félrevezető. Ugyanis nem oszlopsor(okk)al elválasztott hajóterek egymáshoz kapcsolásával alakult ki.) Az alaprajzról leolvasható, hogy az oszlopokkal körülvett nyolcszögű teret egy kétszintes, körüljáró folyosó-gyűrű övezi. A centrális rendszerű térszerkesztés továbbfejlesztéseként az épületnek már van egy hengeres-, félkör záródású szentélye, fő helye, mint a későbbi hosszhajós bazilikáknál, azonban az alkalmazott többi térelem hatása miatt itt még nem vezet egyértelműen feléje a néző tekintete. A konchákkal körülvett belső nyolcszögön magas kerek kupola emelkedik. A központi teret még egy külső nyolcszögletű fal veszi körül, így jött létre - az előbb említett - oszlopokkal tagolt kétszintes körüljáró.
Mivel a nartex nem a szentély vonalában van, a tér elrendezését nem lehet azonnal átlátni. A körüljáró oszlopai átalakultak az antikvitás óta; a fejezetek egyszerű csonkagúla formát öltöttek, ezekre hasonló vállkő támaszkodik (jellegzetes bizantin oszlopfejezetek), a felületeket egyszerű vagy csipkésen áttört növényi ornamentikával díszítette a kőfaragó.

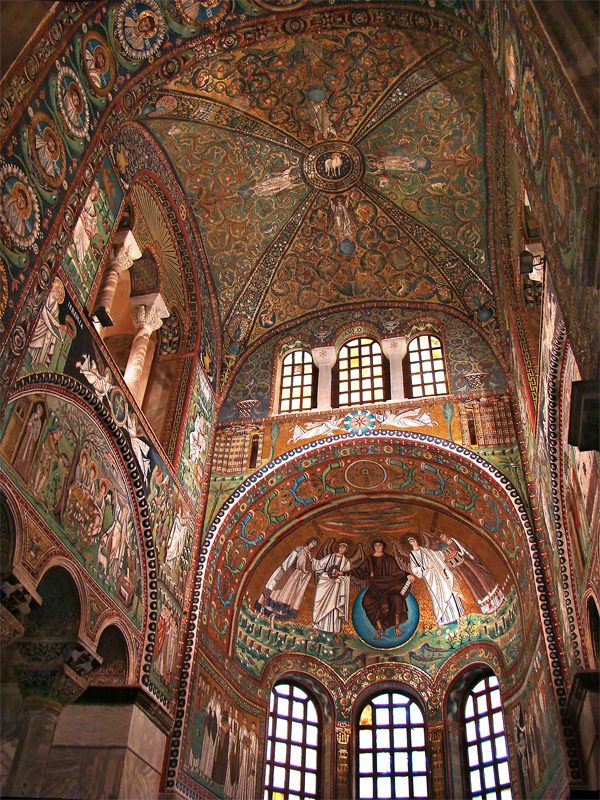
A szentély

## Belső díszítés, mozaikképek
A mozaik falképek a hagyomány szerint Justinianus és felesége, Theodora ajándékaként kerültek Ravennába. Az ajándékozás politikai értelmezése egyértelmű: a nagyrómai birodalom örököse Bizánc és ezért a nyugati részekre is igényt támaszt, ezt szakrális és szellemi befolyásával így fejezi ki.
Feltűnő az arany hátterű mozaikkép a szentélyben, amely mind a bizánci mind a nyugat-római ókeresztény templomokban egyre általánosabbá vált (itt Justinianus császárt, ill. Theodora császárnőt láthatjuk kíséretükkel.)

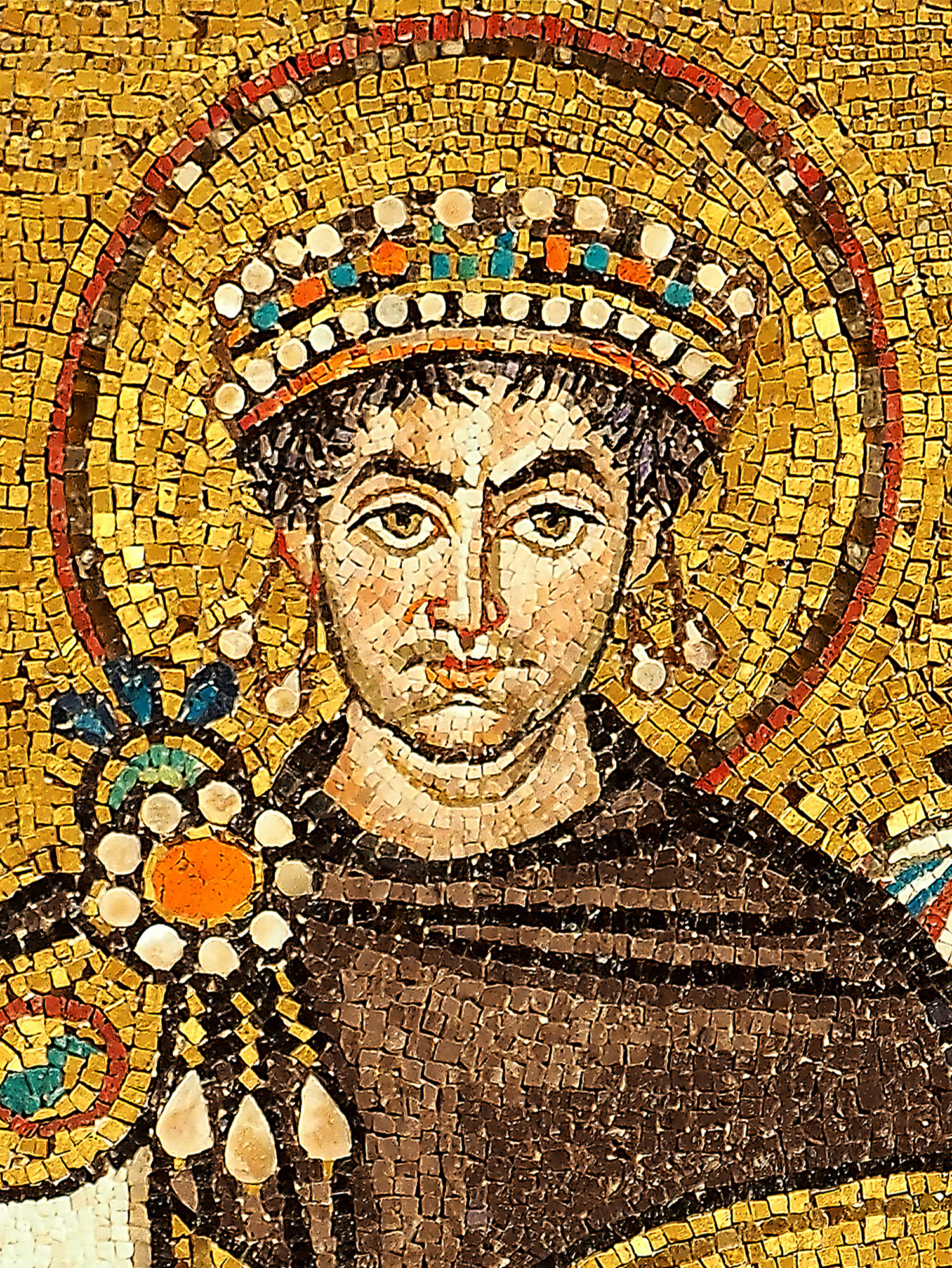
Férj és feleség: Justinianus császár és
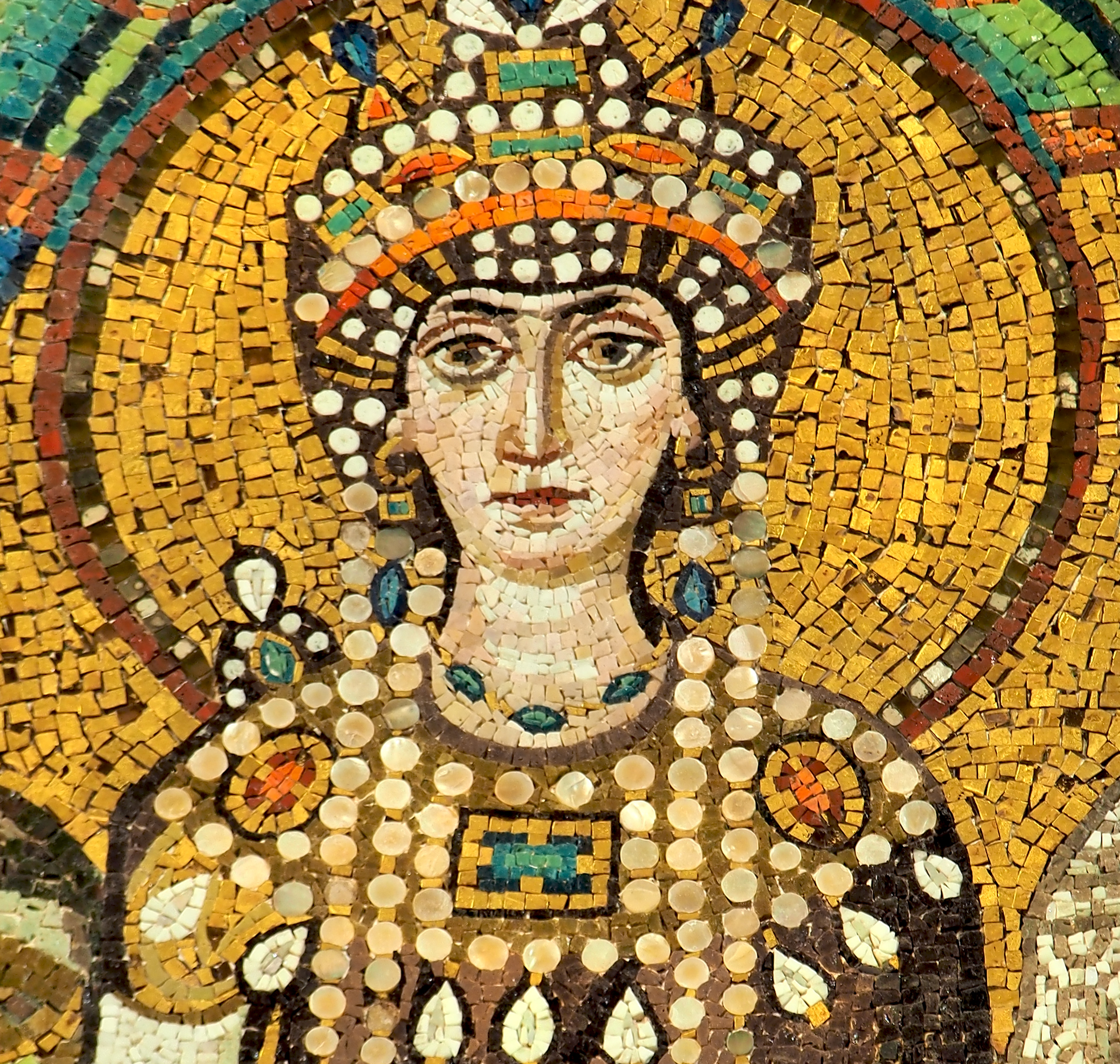
Theodora császárné
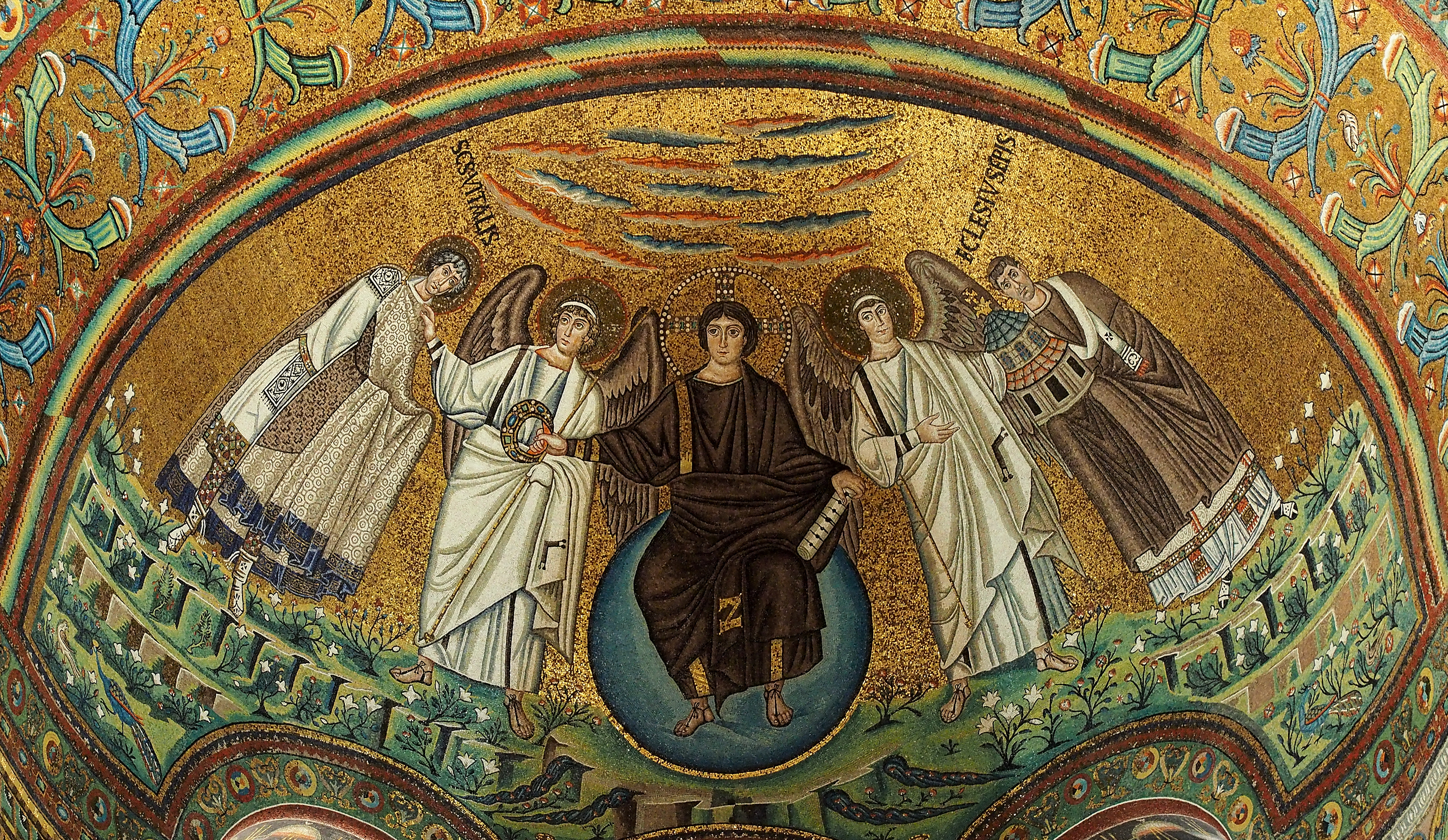
Apszismozaik
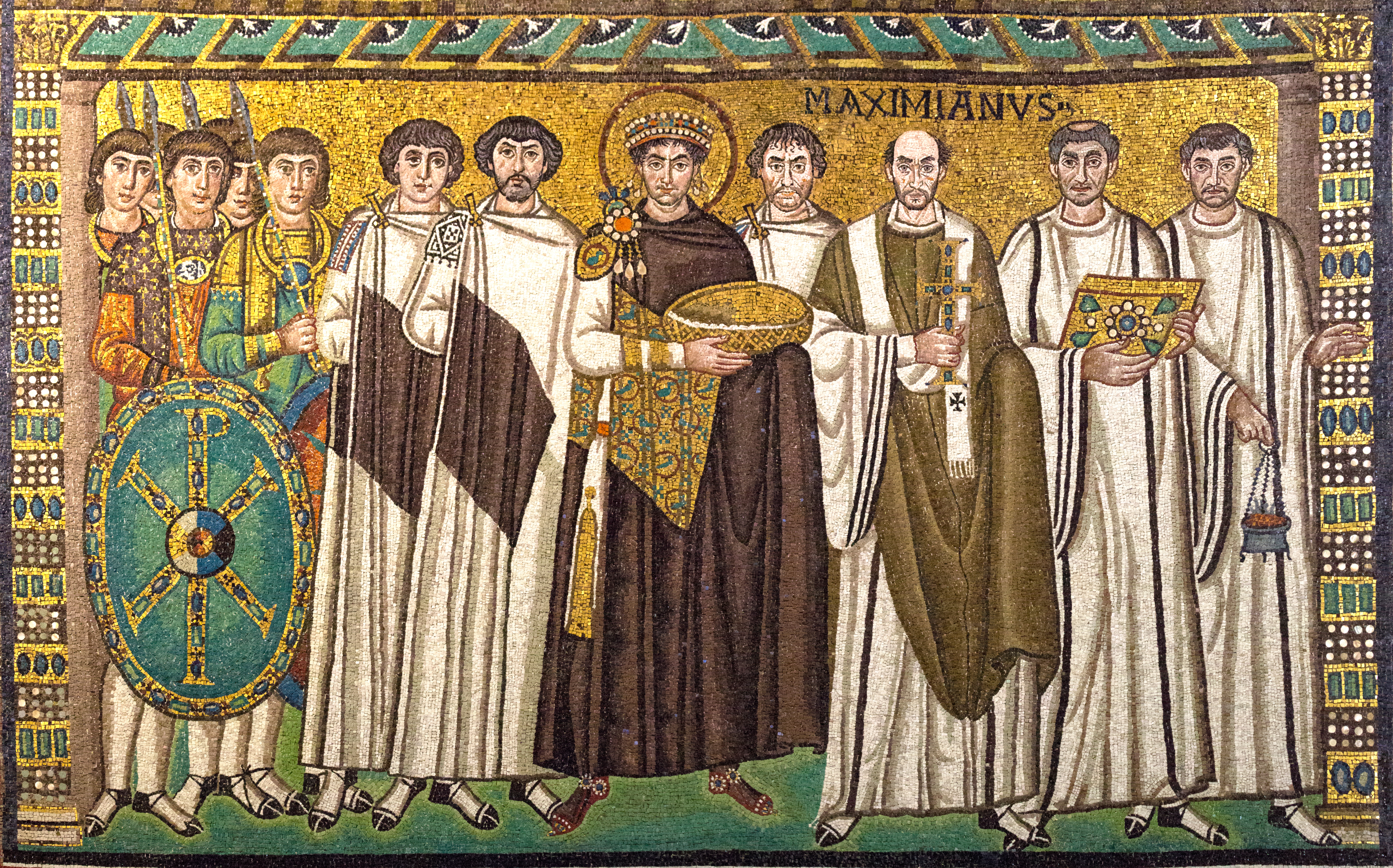
Jusztiniánusz és kísérete
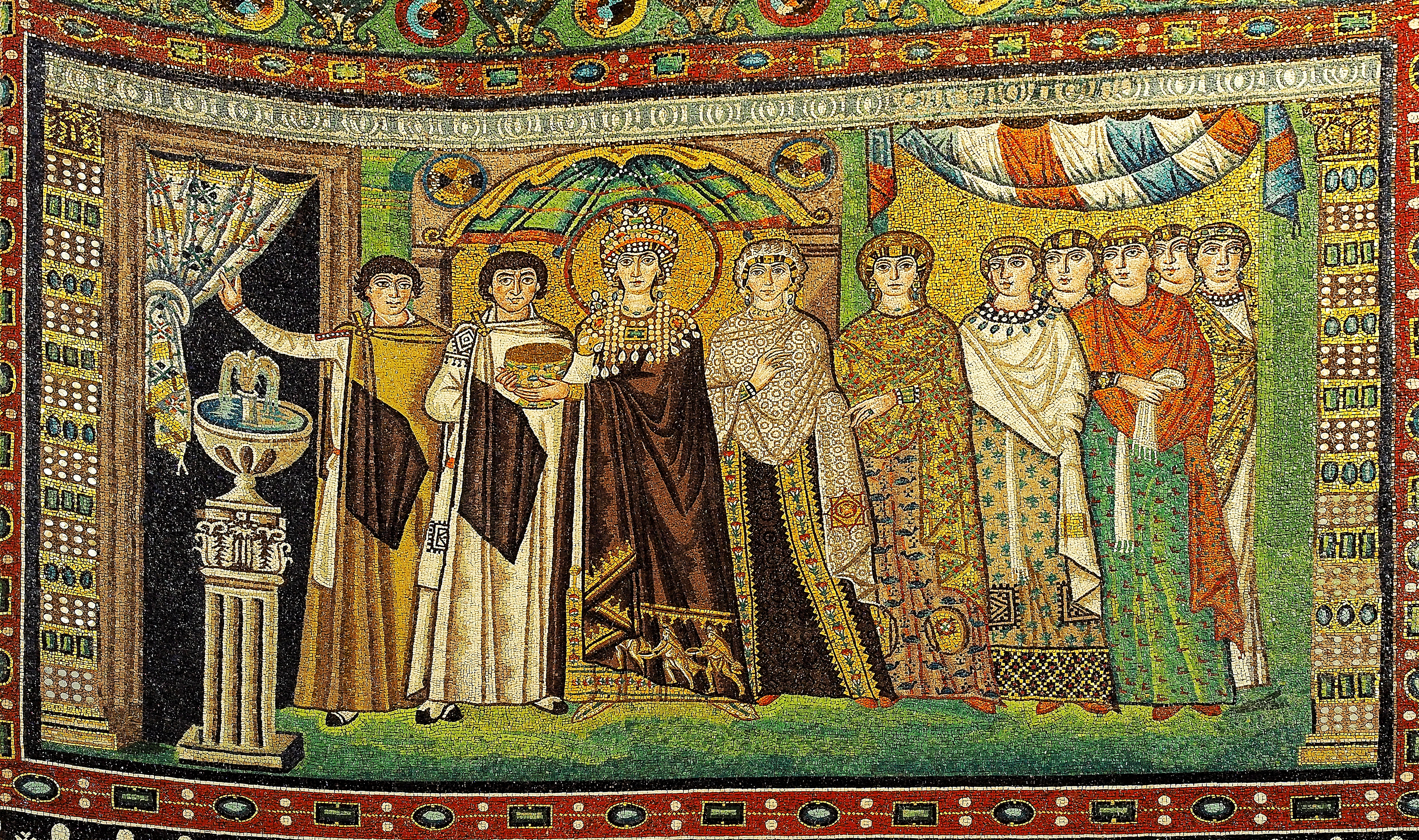
Theodora és kísérete
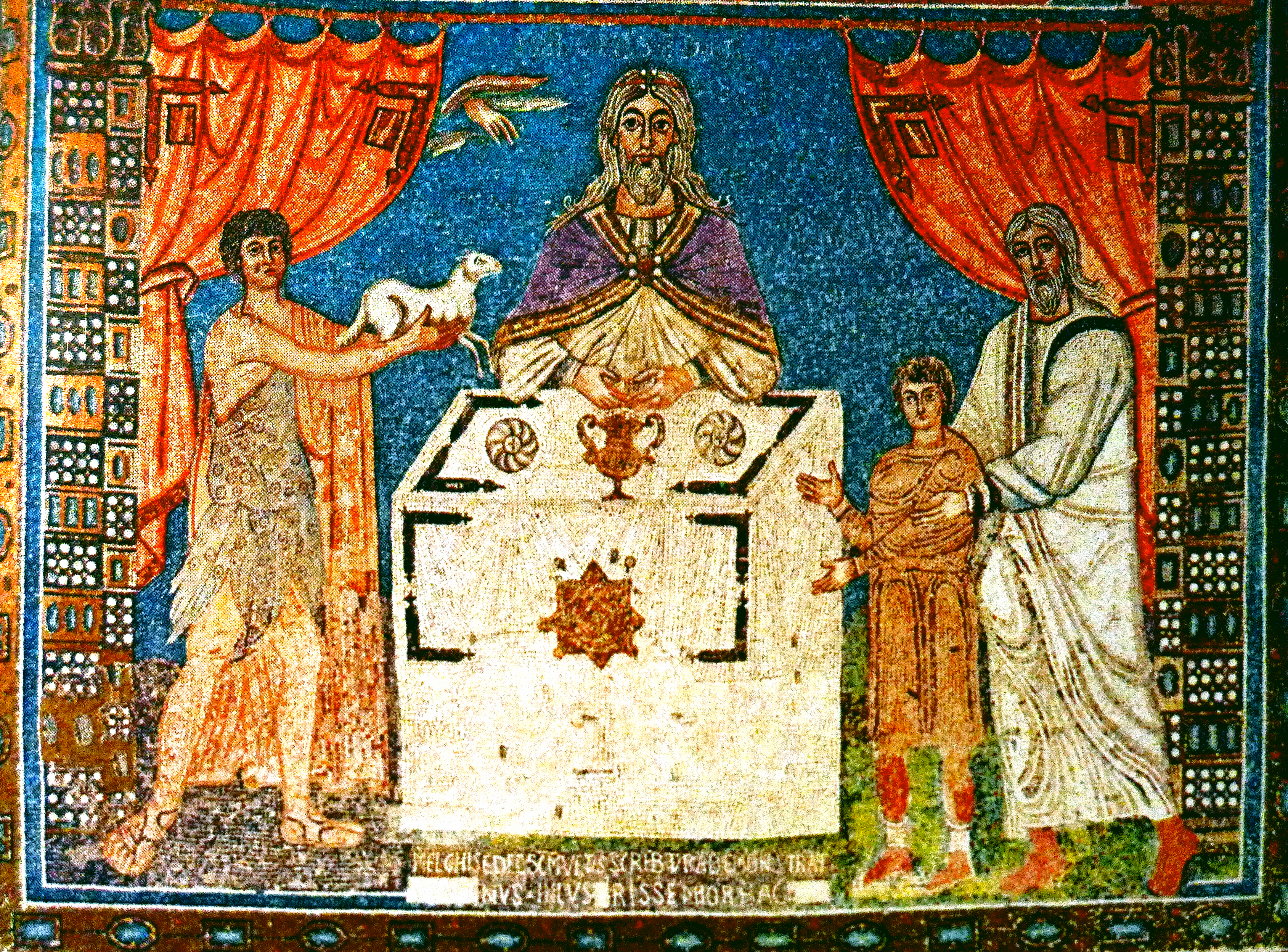
Ábrahám áldozata

## Továbbiak
A San Vitale-templomot 547-ben Ravennában Szent Vitalisnak szentelték, és rendkívüli jelentősége az, hogy a késő ókori, illetve kora bizánci építészetet magába foglaló egyik és legkiemelkedőbb építménye. 
A keleti (bizánci) építészeti formák ugyanis itt kapcsolódnak össze az akkori Itáliára még jellemző antik építészeti technikákkal, továbbá az új - keresztény - vallás ábrázolásbeli szimbolikájával. Ravenna késő ókori keresztény templomai között ez az egyetlen centrális épületmegoldás (a többiek a nagy hívő tömegek befogadására alkalmas többhajós bazilikák), Ezt a templomtípust majd 250 évvel később Aachen fogja továbbvinni.
A templomot Ravenna katolikus püspökei építtették és Julianus Argentarius bankár finanszírozta. Olyan időben keletkezett, amelyre nagy változások voltak jellemzők, amikor a Kelet-római császár - I. Justinianus - háborúban állt az itáliai keleti-gót királysággal.
A többi egyéb ókeresztény templommal együtt a San Vitale is az UNESCO Világörökséghez tartozik. 1960-ban XXIII. János pápa tiszteletbeli címmel illette, azóta Basilica minor (magyarul talán kis-székesegyházként fordíthatnánk).